# Влада Ђорђа Протића

## Чланови владе
| Функција                                         | Име и презиме     | Детаљи                                                  |
| ------------------------------------------------ | ----------------- | ------------------------------------------------------- |
| Представник књажески и попечитељ иностраних дела | Ђорђе Протић      | привремен до 12/24.6.1840. када је утврђен у звању      |
| Попечитељ внутрених дела                         | Цветко Рајовић    | привремен од 4/16.5.1840, утврђен у звању 13/25.5.1841. |
| Попечитељ правосудија и просвештенија            | Стефан Стефановић |                                                         |
| Попечитељ правосудија и просвештенија            | Лазар Теодоровић  | привремен, од 5/17.5.1840.                              |
| Попечитељ правосудија и просвештенија            | Голуб Петровић    | привремен, од 5/17.6.1840.                              |
| Попечитељ правосудија и просвештенија            | Стефан Радичевић  | од 14/26.6.1840.                                        |
| Попечитељ финансија                              | Цветко Рајовић    | привремен, од 4/16.5.1840.                              |
| Попечитељ финансија                              | Антоније Протић   | привремен, до 13/25.5.1841.                             |
| Попечитељ финансија                              | Павле Станишић    | привремен, од 13/25.5.1841.                             |